# Stephan Massimo
Stephan Massimo (auch Stephan Massimo Jauch; * 1959 in Bari) ist ein italienischer Musiker, Songwriter und Komponist.

## Karriere
Massimo arbeitete früher in den Münchener Bavaria-Studios. Er komponiert überwiegend Filmmusik fürs deutsche Fernsehen. Bekannt wurde er im Jahr 1993 durch seinen Song Anytime & Anywhere, der im Herbst 1993 in einer C&A-Werbung "Young Collection" (Wintersport) lief und infolgedessen auch für einige Wochen in die deutschen Charts gelangte. Weiterhin komponierte er in den 1990er Jahren, z. B. die Filmmusik der ARD-Fernsehserie Wildbach und später auch für die ARD-Vorabendserie Sternenfänger (2002).

## Filmografie (Auswahl)
- 2000–2003: Bei aller Liebe
- 2002: Tatort – Lastrumer Mischung
- 2003: Tatort – Der Prügelknabe
- 2003: Tatort – Sonne und Sturm
- 2004: Das Duo – Falsche Träume
- 2004: Tatort – Nicht jugendfrei
- 2006: Die Pferdeinsel
- 2006: Tatort – Schwarzes Herz
- 2008: Schimanski – Schimanski: Schicht im Schacht
- 2008: Das Duo – Man lebt nur zweimal
- 2008: Das Duo – Echte Kerle
- 2009: Wer hat Angst vorm schwarzen Mann?
- 2009: Crashpoint – 90 Minuten bis zum Absturz
- 2010: Tatort – Kaltes Herz
- 2010: Die Wanderhure
- 2010: Tatort – Hauch des Todes
- 2010: Tatort: Familienbande
- 2010: Zimtstern und Halbmond
- 2011: Das dunkle Nest
- 2011: Tatort – Gestern war kein Tag
- 2012: Die Rache der Wanderhure
- 2012: Zwei übern Berg
- 2012: Das Vermächtnis der Wanderhure
- 2012: Ganz der Papa
- 2012: Tatort – Mein Revier
- 2013–2021: Heldt (Fernsehserie, 107 Folgen)
- 2014: Tatort – Ohnmacht
- 2014–2020: München Mord Reihe
  - 2014: Wir sind die Neuen
  - 2014: Die Hölle bin ich
  - 2016: Kein Mensch, kein Problem
  - 2018: Die ganze Stadt ein Depp
  - 2019: Leben und Sterben in Schwabing
  - 2019: Die Unterirdischen
  - 2020: Was vom Leben übrig bleibt
  - 2020: Ausnahmezustand
  - 2021: Der Letzte seiner Art
  - 2021: Das Kamel und die Blume
  - 2022: Dolce Vita
  - 2022: Schwarze Rosen
  - 2023: Damit ihr nachts ruhig schlafen könnt
  - 2023: Der gute Mann vom Herzogpark
  - 2024: A saisonale G’schicht
  - 2024: Die indische Methode
  - 2025: Nix für Angsthasen
- 2015: Mord in bester Gesellschaft: Das Scheusal
- 2016: Tatort – Zahltag
- 2017: Tatort – Tanzmariechen
- 2018: St. Josef am Berg
- 2018:  Amokspiel
- 2020: Werkstatthelden mit Herz